# Кротовка (Ульяновская область)
Кротовка — село в составе городского округа Ульяновск, в Засвияжском районе Ульяновска.

## История
В 1783 году Анна Афанасьевна Кроткова купила 2423 десятин 1687 саженей земли при селе Арское у генерал-майора Гавриила Ильича Бибикова. Кроткова поселила на этой земле крестьян из своих многочисленных вотчин и назвала новую деревню Малое Арское. Впоследствии деревню назвали Кротовкой.
Во время генерального межевания в 1798 году здесь было 40 дворов. В восточной части селения находился барский двор, хотя из Кротковых там никогда никто не жил.
Позже деревня перешла Александру Андреевичу Ниротморцеву. От него земля перешла его сыну Сергею Александровичу, а затем его жене Елизавете Емануиловне Исаковой (по второму мужу).
После отмены крепостного права освобожденные крестьяне получили 896 саженей подходящей для обработки земли.
В 1925 году в селе был образован исполнительный комитет Кротовского Совета рабочих, крестьянских и красноармейских депутатов в составе Ульяновской волости Ульяновского уезда Ульяновской губернии. Являлся исполнительно-распорядительным органом власти в с. Кротовка. Функции: руководство всеми сферами жизни и управления в селе, осуществление контроля за выполнением мероприятий по благоустройству, жилищного и дорожного строительства. Осуществлял своё руководство через постоянно действующие комиссии.
Решением Ульяновского облисполкома от 20 мая 1988 года № 200 сельский Совет передан в административное подчинение Засвияжскому районному Совету народных депутатов г. Ульяновска.
Указом Президента РФ от 09.09.1993 г. № 1617 «О реформе органов власти и местного самоуправления» и распоряжением главы администрации Ульяновской области от 12.10.1993 г. № 1018-р Кротовский сельский Совет народных депутатов ликвидирован.
В 2002 году село Кротовка вошло в состав Засвияжского района города Ульяновска. Село является центром Кротовской сельской администрации, куда входят Отрада, Арское и Погребы.

## Население
| 2010 |
| ---- |
| 1617 |

## Известные жители
- Карцев Алексей Дмитриевич — советский писатель, работал в селе.

## Транспорт
На расстоянии 660 метров к югу от села проходит федеральная трасса Р178.
Проходящие автобусы № 66, 13 (сезонный садоводческий маршрут).